# الأسرة المصرية الرابعة عشر
الأسرة الرابعة عشرة في مصر القديمة، هي سلسلة من الحكام الذين حكموا خلال الفترة الانتقالية الثانية على منطقة دلتا النيل. وقد استمرت هذه الأسرة ما بين 75 عامًا تقريبًا (حوالي 1725–1650 قبل الميلاد) و155 عامًا تقريبًا (حوالي 1805–1650 قبل الميلاد)، وذلك بحسب تقديرات العلماء المختلفين. كانت عاصمة الأسرة، بحسب المؤرخ المصري مانيتون، مدينة سخا الواقعة في وسط الدلتا، بينما يرى كيم رايهولت وبعض المؤرخين أنها ربما كانت "أواريس" (Avaris).
تُعد الأسرة الرابعة عشرة أسرة مصرية أخرى وُجدت بالتزامن مع الأسرة الثالثة عشرة التي كانت عاصمتها في طيبة. وقد تم تسجيل حكام الأسرة الرابعة عشرة وتوثيقهم في قائمة تورين للملوك المصرية القديمة. من ناحية أخرى، فإن قائمة أخرى مقترحة لحكام أو تابعين مشكوك فيهم خلال الأسرة الرابعة عشرة (اقترحها كيم رايهولت) تُعرِّف بعضهم بأنهم من أصول كنعانية (سامية)، وذلك استنادًا إلى الأصول الأجنبية لأسماء بعض حكامهم وأمرائهم، مثل إيبقو (Ipqu، وتعني "نعمة" بالسامية الغربية)، ويكبيم (Yakbim، وهو اسم أموري)، وقاره (Qareh، وتعني "الأصلع" بالسامية الغربية)، أو يعقوب-حر (Yaqub-Har). كما تم تسجيل أسماء ذات صلة بالنوبة في حالتين، هما الملك نِهِسي ("النُّوبي") والملكة تاتي. ويُحتمل أن يشير ذلك إلى بداية سيطرة الهكسوس وهيمنتهم على شرق الدلتا.

## مقر السلطة
تنسب التقاليد المنسوبة إلى مانيتون للأسرة الرابعة عشرة ما يصل إلى 76 ملكًا حكموا من مدينة سخا وليس من "أواريس". ومع ذلك، يشير عالم المصريات كيم رايهولت إلى أن قائمة تورين تذكر فقط حوالي 56 ملكًا، ولا تحتوي على مساحة كافية لتسجيل أكثر من 70 ملكًا. كما يشير رايهولت إلى أن الحفريات في أواريس كشفت عن وجود قصر ملكي كبير يعود إلى الفترة الانتقالية الثانية، وقد وُجد في أحد أفنيته تمثال لملك أو مسؤول رفيع، يزيد حجمه عن ضعف الحجم الطبيعي، ويحمل سمات غير مصرية. لهذه الأسباب، يرى رايهولت ومعظم علماء المصريات أن "أواريس" – وليس "سخا" – كانت مقر سلطة الأسرة الرابعة عشرة.

## ملوك الأسرة المصرية الرابعة عشر
يتم تحديد ترتيب حكام هذه الأسرة بناءً على قائمة تورين الملكية، وهي معتمدة على نطاق واسع، باستثناء أول خمسة حكام، الذين يُذكر ترتيبهم هنا وفقًا لرايهولت. لا ترد أسماء هؤلاء الحكام في قائمة تورين (باستثناء واحد ربما)، ويقترح رايهولت أنهم ذُكروا في القائمة بلفظ "wsf"، وهو مصطلح يدل على وجود فجوة أو نقص في الوثيقة الأصلية التي نُسخت منها القائمة خلال عصر الرعامسة.
بدلاً من ذلك، حدد رايهولت أول خمسة ملوك اعتمادًا على ترتيب أختامهم الملكية. ومع ذلك، فإن استنتاجاته موضع نقاش في دراسة بن تور حول طبقات المواقع الأثرية، حيث عُثر على أختام نُسبت إلى أول خمسة ملوك. وخلص بن تور إلى أن حكم شيشي، وعمو، ويكبيم يعود إلى النصف الثاني من عصر الهكسوس (الأسرة الخامسة عشرة)، وليسوا معاصرين للأسرة الثالثة عشرة. ووفقًا لبن تور، كان هؤلاء الملوك على الأرجح حكامًا تابعين صغارًا لملوك الهكسوس الذين حكموا دلتا النيل.
| الاسم العربي      | الاسم اللاتيني (الإنجليزي) | التواريخ                            | تعليق |
| ----------------- | -------------------------- | ----------------------------------- | --- |
| ياك بيم سخا إن رع | Yakbim Sekhaenre           | 1805 ق.م – 1780 ق.م أو بعد 1650 ق.م | موضعه الزمني محل جدل؛ قد يكون تابعًا للأسرة الخامسة عشرة.                                                                               |
| يعامو نوب وسر رع  | Ya'ammu Nubwoserre         | 1780 ق.م – 1770 ق.م                 | موضعه الزمني محل جدل. |
| قاره خاو وسر رع   | Qareh Khawoserre           | 1770 ق.م – 1760 ق.م                 | موضعه الزمني محل جدل. |
| عمو آحوتب رع      | 'Ammu Aahotepre            | 1760 – 1745 ق.م أو بعد 1650 ق.م     | موضعه الزمني محل جدل؛ قد يكون تابعًا للأسرة الخامسة عشرة.                                                                               |
| شيشي ماعيب رع     | Sheshi Maaibre             | 1745 ق.م – 1705 ق.م أو بعد 1650 ق.م | موثق بأكثر من 300 ختم جُعران، وربما كان متزوجًا من الملكة تاتي التي كانت كوشية. موضعه الزمني محل جدل؛ قد يكون تابعًا للأسرة الخامسة عشرة. |

الحكام التاليون ليسوا موضع جدل، إذ تم توثيقهم في بردية تورين، وبعضهم أيضًا في مصادر معاصرة:
| اسم الملك         | صورة | التواريخ     | تعليق                                                                                                  |
| ----------------- | ---- | ------------ | --- |
| نِهِسي عا سيه رع    |      | 1705 ق.م     | أكثر ملوك الأسرة توثيقًا، اسمه منقوش على نصبَين في أواريس. اسمه يعني "النُّوبي".                           |
| خاخيرو رع         |      | 1705 ق.م     | - |
| نِبِفاو رع          |      | 1704 ق.م     | بردية تورين: حكم سنة واحدة، 5 أشهر، و15 يومًا.                                                          |
| سيهبرع            |      |              | بردية تورين: حكم 3 سنوات (عدد الأشهر مفقود)، ويوم واحد.                                                |
| ميرجيف رع         |      | حتى 1699 ق.م | موثق بنقش واحد من صفت الحنة في الدلتا.                                                                 |
| سواجكارع الثالث   |      |              | بردية تورين: حكم سنة واحدة.                                                                            |
| نِبجيف رع          |      | حتى 1694 ق.م | - |
| وبن رع            |      | حتى 1693 ق.م | - |
| غير معروف         |      |              | مفقود في قائمة ملوك تورين.                                                                             |
| [...]جيف رع       |      |              | - |
| [...]وبن رع       |      | حتى 1690 ق.م | - |
| أويبرع الثاني     |      |              | - |
| هيربرع            |      |              | - |
| نِبسن رع           |      |              | موثق بجرّة تحمل اسمه الملكي. حكم لمدة لا تقل عن 5 أشهر.                                                 |
| غير معروف         |      |              | wsf في قائمة تورين، تدل على فجوة في الوثيقة الأصلية.                                                   |
| [...]رع           |      |              | - |
| سخبرن رع          |      |              | أحد الملوك القلائل المؤكدين من الأسرة الرابعة عشرة حسب المصادر المعاصرة (مع نهسي، نبسن رع، ميرجيف رع). |
| جدخرو رع          |      |              | - |
| سنخبرع الثاني     |      |              | - |
| نفرتم[...]رع      |      |              | - |
| سخِم[...]رع        |      |              | - |
| كاكيمو رع         |      |              | - |
| نِفِرِب رع           |      |              | - |
| إ[...]رع          |      |              | - |
| خاك رع            |      |              | - |
| أك رع             |      |              | - |
| حابو[...] سمنن رع |      |              | - |
| عناتي جدكارع      |      |              | - |
| بابنوم [...]كارع  |      |              | - |
| غير معروف         |      |              | ثمانية أسطر مفقودة في قائمة ملوك تورين.                                                                |
| سنفر...رع         |      |              | - |
| من[...]رع         |      |              | - |
| جد[...]رع         |      |              | - |
| غير معروف         |      |              | ثلاثة أسطر مفقودة في قائمة ملوك تورين.                                                                 |
| إنك [...]         |      |              | - |
| ع[...]            |      |              | - |
| أب[...]           |      |              | ربما أبوفيس الأول (راجع القائمة الاحتمالية أدناه).                                                     |
| غير معروف         |      |              | خمسة أسطر مفقودة في قائمة ملوك تورين.                                                                  |

أخيرًا، يمكن تأريخ عدد من الحكام الذين تم توثيقهم عبر لقى أثرية معاصرة – رغم أنهم غير مذكورين في بردية تورين – إلى الأسرة الرابعة عشرة أو الخامسة عشرة. ومع ذلك، تبقى هوياتهم ومواقعهم الزمنية الدقيقة غير واضحة:
| اسم الملك                | صورة | عدد الأختام الجعرانية المكتشفة | تعليق |
| ------------------------ | ---- | ------------------------------ | --- |
| نويا (Nuya)              |      | 1                              | |
| شينه (Sheneh)            |      | 3                              | |
| شينشيك (Shenshek)        |      | 1                              | |
| وزاد (Wazad)             |      | 5                              | |
| خامورع (Khamure)         |      | 2                              | |
| ياكارب (Yakareb)         |      | 2                              | |
| ميروسرع يعقوب-حر         |      | 27                             | أحد أشهر ملوك الفترة، اسمه يظهر في 27 ختم جعراني، ويحتمل أنه كان من أواخر ملوك الأسرة الرابعة عشرة أو تابعًا للهكسوس23. |
| أبوفيس الأول (Apophis I) |      | 5                              | بردية تورين تحفظ فقط 'أب[...] (انظر القائمة أعلاه). رايهولت وبيكر يرجحان أن اسمه الصحيح "أبِبي" ويعدانه الملك 51 للأسرة الرابعة عشرة (حوالي 1650 ق.م)؛ بينما يرى فون بيكيراث أنه من أواخر الأسرة السادسة عشرة وتابع للهكسوس في الأسرة الخامسة عشرة. |